# Placidus Sczygiel
Placidus Sczygiel OFM (* 4. September 1879 in Bogutschütz, Provinz Schlesien; † 11. Dezember 1943 im KZ Dachau) war ein deutscher römisch-katholischer Geistlicher, Franziskaner und Märtyrer.

## Leben
Franz Sczygiel war der Sohn eines Tischlermeisters. Er besuchte zuerst das Gymnasium in Kattowitz. 1897 verließ er das Elternhaus und setzte seine Gymnasialzeit bei den Franziskanern der Sächsischen Franziskanerprovinz im niederländischen Harreveld (heute Teil von Oost Gelre) fort. Dort trat er am 26. März 1900 in den Franziskanerorden ein und erhielt den Ordensnamen Placidus (nach Placidus von Subiaco).
Am 22. Juni 1907 wurde er in Breslau zum Priester geweiht, war zuerst im Kloster der  Schlesischen Franziskanerprovinz in Breslau-Carlowitz, ab 1908 auf dem St. Annaberg und ab 1911 in Panewnik (heute Teil von Kattowitz). Den ganzen Ersten Weltkrieg über war er Feldgeistlicher. Ab 1918 wirkte er in Neustadt in Oberschlesien, ab 1920 als Guardian in Panewnik, ab 1921 als Präses in Allenstein, ab 1930 in Groß Borek, ab 1936 in Neisse und ab 1939 wieder in Groß Borek.
Für eine Predigt am 22. Juni 1941 in Richterstal (Seichwitz), Landkreis Rosenberg O.S., wurde er wegen Verächtlichmachung der Wehrmacht denunziert, vor Gericht freigesprochen, aber von der Gestapo in das KZ Dachau gebracht. Dort starb er im Dezember 1943 an einer Lungenentzündung.

## Gedenken
Die deutsche Römisch-katholische Kirche hat Placidus Sczygiel als Märtyrer aus der Zeit des Nationalsozialismus in das deutsche Martyrologium des 20. Jahrhunderts aufgenommen.